# Bocle (bouclier)

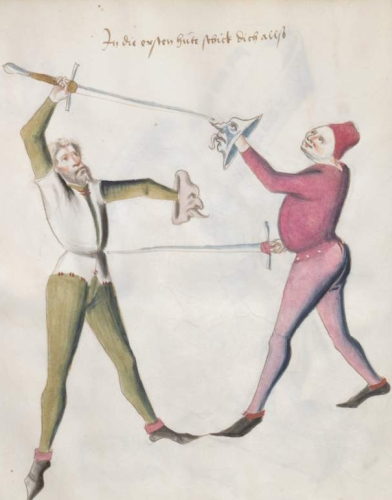
Épée et bocle chez Paulus Kal, maître germanique du XVe siècle.

Le bocle, aussi connu sous le nom de boucle, est un petit bouclier circulaire, d'environ 15 à 45 cm de diamètre, tenu à bout de bras, l'autre étant armé d'une épée. Il s'agit d'un équipement défensif voisin de la targe.

## Forme

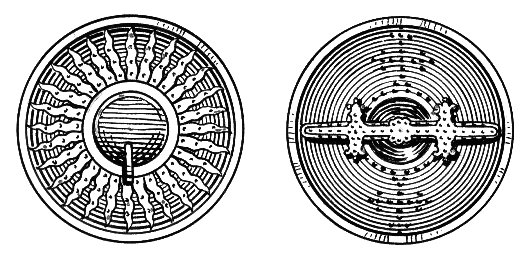
Vue avant et arrière d'un bocle.

La forme du bouclier est telle que le poing peut se loger immédiatement sous l'umbo, c'est-à-dire au niveau du centre de gravité de l'arme, afin d'avoir un équilibre optimal.
Le bocle peut être de forme douce à l'extérieur, ou bien présenter une ou plusieurs pointes : soit sur l'umbo, soit sur les côtés. En cela, il prend également un rôle d'arme offensive.

## Contexte historique
Le bocle est utilisé en escrime médiévale, son usage est présenté dans le plus ancien traité d'escrime européenne connu à l'heure actuelle, le manuscrit I.33, rédigé en latin vers 1300 dans le Saint-Empire ; il se retrouve chez Hans Talhoffer, Paulus Kal ainsi que d'autres maîtres de la tradition germanique d'escrime du XVe siècle. 
En Italie, au début du XVIe siècle, son utilisation est décrite dans les traités d'escrime bolonaise, chez Antonio Manciolino et Achille Marozzo. Aujourd'hui, le jeu du bocle est reconstitué dans le cadre des arts martiaux historiques européens.

## Utilisation

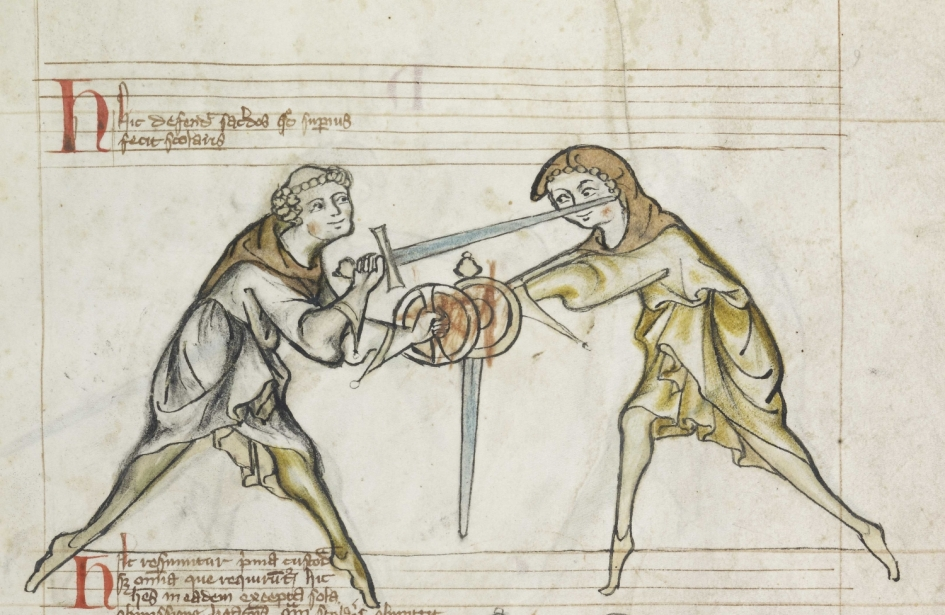
Combat à l'épée et au bocle dans le manuscrit I.33.

De manière générale, l'arme est utilisée de trois manières :
- en protection de la main armée, le bouclier couvrant celle-ci le plus souvent possible ;
- en déflection d'un coup adverse ;
- après une parade, le bocle peut servir à gêner les mouvements de l'adversaire (en lui bloquant les bras par exemple).